# Marcelinho da Lua
Marcelinho da Lua (1972, Rio de Janeiro) é um DJ, cantor de bossa nova, reggae e samba brasileiro.
Como integrante da banda brasileira Bossacucanova, Marcelinho da Lua teve contato com Roberto Menescal através de baixista da banda Marcio Menescal que era filho deste. A temática da banda alcançou  sucesso ao reunir o estilo musical da Bossa nova tradicional com a música eletrônica; com Roberto a banda Marcinho da Lua produziu o álbum Brasilidade lançado nos Estados Unidos e Europa.
Ele lançou o álbum Tranqüilo em 2003; sendo que uma das canções fazia parte da lista de reprodução do FIFA 06, jogo de videogame de futebol da EA Sports. O album ainda contou com a participação de Seu Jorge e Mart'nália.
Em 2004 outro álbum:“Mad Professor Meets Marcelinho da Lua In a Dubwise Style”, onde Marcelinho da Lua usa o estilo de música eletrônica chamado de Dubwise juntamente com o guianiense Mad Professor, que é considerado o mestre do "Dub". O álbum tambem contou com participações de Bi Ribeiro, Black Alien, Roberto Menescal, assim como novamente Mart'nália e Seu Jorge.
Foi bicampeão da categoria Videoclipe de Música Eletrônica do MTV Video Music Brasil com as músicas “Cotidiano” (2004) - releitura da clássica canção composta por Chico Buarque - e “Refazenda” (2005). Ainda em 2004 também seria premiado no Prêmio TIM de Música de 2004, como Melhor Álbum Eletrônico. Marcelinho tocou nos festivais Womad e Roskyld, ambos na Dinamarca, no bar Favela Chic, em Paris, e várias cidades de Portugal. Na Alemanha tocou no Popkomm, maior encontro da indústria da música em Berlim.
Em 2007, numa colaboração com o cantor Ed Lincoln, voltou aos estúdios para gravar uma participação no samba "Sem compromisso".
Em 2006 passou a dar apoio a dois trabalhos sociais distintos: uma ONG e defesa do meio ambiente e a TV Morrinho, sediada na comunidade do Morro do Pereirão, em Laranjeiras, bairro do Rio de Janeiro; ainda apoiou a Caravana Liberdade de Expressão, que levava música para dentro de penitenciárias. Neste período, em 2007 lança o CD chamado "Social", com participações de Martinho da Vila, João Donato, Bi Ribeiro e com as filhas do cantor Gonzaguinha, Amora Pêra e Fernanda Gonzaga.
Em 2012 participou do álbum ao vivo Multishow Ao Vivo: Kid Abelha 30 anos.
Após dez anos sem novos albuns, em 2019, Marcelinho da Lua lançou seu novo álbum, intitulado "Insolente", na edição de maio do "Mar de Música", que aconteceu no Museu de Arte do Rio – MAR. Este álbum reúne diferentes estilos: samba, hip-hop, drum and bass, reggae e bossa nova; contando com parcerias de artistas como Fernanda Takai, Marcelo D2, Larissa Luz, Otto, Gustavo Black Alien e Pedro Luís.